# Абашев, Дмитрий Николаевич
Дми́трий Никола́евич Аба́шев (1829, Бельский уезд, Смоленская губерния — 11 [23] января 1880, Одесса) — русский химик и агроном

.

## Биография
Происходил из дворянского рода Абашевых — сын известного агронома Н. А. Абашева, родился в 1829 году.
В 1851 году окончил естественное отделение физико-математического факультета Петербургского университета — ученик А. А. Воскресенского.
В 1854 году был назначен старшим учителем естественных наук в 4-ю московскую гимназию.
В 1858 году после защиты в Московском университете магистерской диссертации был назначен адъюнктом по кафедре химии в Киевский университет; читал лекции по химии студентам физико-математического и медицинского факультетов. Помимо университетских занятий, Абашев в 1860—1861 годах читал в Киеве публичные лекции по химии.
В 1859 году Абашев на полтора года был командирован с учёною целью за границу, в 1862 году вышел в отставку, но в 1865 году, с открытием Новороссийского университета, поступил туда доцентом агрономии.
В 1868 году защитил в Харькове докторскую диссертацию и получил учёную степень доктора химии, в следующем году был избран в экстраординарные, а в 1870 году — в ординарные профессора Новороссийского университета по кафедре агрономической химии; 7 апреля 1879 года вышел в отставку в чине статского советника. Был награждён орденом Св. Анны 2-й степени (1870).
С 1875 по 1879 год был вице-президентом Императорского сельскохозяйственного общества южной России (член общества с 1865). Также он был членом Смоленского и Кобелякского сельскохозяйственных обществ.
Умер 11 (23) января 1880 года. Похоронен на 1-м Христианском кладбище Одессы.

## Вклад в науку
Д. Н. Абашев — пионер в исследованиях растворимости жидкостей. В 1860-х годах занимался вопросами агрохимии и агрономии. Исследовал тепловые эффекты растворения жидкости в жидкости; доказал неприменимость к описанию таких систем формулы Лавуазье — Лапласа.
В магистерской диссертации «Исследования о явлениях взаимного растворения жидкостей» (1858) Абашев, подробно развивая механическую теорию взаимной растворимости жидкостей, пришёл к выводу, что растворы могут быть названы соединениями молекулярными, взаимная растворимость жидкостей возрастает с повышением температуры, некоторые жидкости «при низших температурах… растворяют друг друга в определённых, более или менее значительных пропорциях, при высших смешиваются во всех пропорциях».
Позже в докторской диссертации «О тепловых явлениях, обнаруживающихся при соединении жидкостей» (1868) Абашев указал, что найденные им три пары жидкостей подчиняются при взаимном растворении положению, которое он ранее установил лишь теоретически. Выводы Абашева получили подтверждение в исследованиях Д. И. Менделеева и В. Ф. Алексеева.
Докторская диссертация его вызвала разногласия среди специалистов. Когда была выдвинута кандидатура Абашева на кафедру агрономической химии Новороссийского университета, харьковский физико-химик Николай Николаевич Бекетов, приглашённый университетом высказать своё мнение, нашёл, что если автору и не посчастливилось открыть точный закон взаимной зависимости явлений, который он избрал предметом своих исследований, то всё-таки работа его по точности и ценности отдельных наблюдений может быть названа «истинно-классическим трудом в области экспериментальных наук и смело может быть поставлена наряду с лучшими исследованиями Реньо и других известных учёных». Декан факультета — физик В. Лапшин, обозрев при этом всю научную деятельность Абашева, указав, что магистерская диссертация его «представляет, между прочим, открытие нового и весьма важного общего закона, связывающая явления взаимного растворения жидкостей в определённых пропорциях с явлениями смешения их во всех пропорциях» и что «на основании этого закона Абашев тогда же высказал предположение, что должны существовать такие сочетания жидкостей, которые представляют при одной температуре одно из этих явлений, при другой — другое», сделал затем замечание, что термохимия принадлежит к тем крайне сложным и трудно поддающимся изучению явлениям, относительно которых даже знаменитейшие учёные не пошли дальше «результатов ошибочных или неясных» и что нельзя, следовательно, Абашеву ставить в упрёк то, что он не вывел точных законов относительно занимавших его явлений. Зато очень ценно в его работе несколько новых и весьма замечательных наблюдений, как, например, «в высокой степени важный для калориметрии факт, что коэффициент охлаждения калориметра гораздо больше, чем его коэффициент нагревания при тех же условиях». Благодаря выработанному им новому видоизменению методов смешения и определения теплоёмкости жидкостей, Абашеву, по мнению Лапшина, удалось также внести важные добавления в законы Дюлонга и Пти относительно соотношения теплоёмкости соединений с теплоёмкостью их составных частей. Наконец, «один из тезисов Абашева есть также выражение важного открытия: в своей магистерской диссертации он теоретическим путём был приведён к тому предположению, что должны существовать такие сочетания жидкостей, которые при одной температуре растворяют друг друга в определённых пропорциях, а при другой, высшей, смешиваются во всех пропорциях. Опыт подтвердил справедливость этого вывода: Абашев нашёл такие сочетания жидкостей, и в тезисе его диссертации поименованы три пары жидкостей, представляющих эти явления».
Профессор химии Новороссийского университета Н. Н. Соколов находил, что Абашев приписывал разным цитируемым им авторам, как, например, Лавуазье и Лапласу то, что они вовсе не думали говорить, что он впал в противоречие с самим собою и, плохо следя за литературою предмета, делал открытия, уже раньше его сделанные другими, а что наблюдения его в общем не заслуживают доверия. Разбор Соколова произвёл впечатление на физико-математический факультет, и Абашева забаллотировали. Но совет усмотрел в рецензии Соколова проявление личной неприязни, и избрание Абашева состоялось.

## Научные труды
- Recherches sur la dissolubilite des liquides (фр.) // Bullet, de la Soc. Imper. des natur. de Moscou. — 1857.
- Исследования о явлениях взаимного растворения жидкостей. — М., 1858. (Магистерская диссертация)
- «Химия в приложении к земледелию и физиологии растений» Ю. Либиха // Русский вестник. — 1864. — № 7.
- О земледелии в Англии // Русский вестник. — 1865. — № 4.
- О тепловых явлениях, обнаруживающихся при соединении жидкостей. — Одесса, 1868.
- Записка по вопросу о разведении лесов в степной части Новороссийского края // Записки Общества сельского хозяйства Южной России. — 1871. — Вып. 4. — С. 283—297.